# 法國國鐵BB 22200型電力機車
BB 22200型电力机车是法国阿尔斯通公司为法国国家铁路公司设计制造的一种双电流制干线电力机车，适用于供电制式为1500伏直流电和25千伏工频单相交流电的电气化铁路，在1976年至1986年共制造了205台。
BB 22200型机车是在BB 15000型、BB 7200型电力机车基础上研制而成的客、货运通用电力机车，为满足双电流制的需要，采用了晶闸管一段整流、直流斩波调压调速的主电路结构，在直流供电模式下仅需要斩波调压，而在交流供电模式下，电流先后通过变压器降压、晶闸管整流、斩波调压，最后供给牵引电动机。